# Robert Namia
Ne doit pas être confondu avec Robert Namias.
Robert Namia est un journaliste français né le 16 avril 1912 à Aïn Beïda (Algérie française) et mort le 18 décembre 1995 à Créteil,.
Pendant la guerre d'Espagne, il s'engage dans les Brigades internationales et il est blessé. Ami d'Albert Camus, il travailla notamment à Alger républicain dès 1938, puis après-guerre à L'Express et enfin, à partir de 1964, au Nouvel observateur comme directeur artistique aux côtés de Jean Daniel.